# Людвиг, Фридрих
Фридрих Лю́двиг (нем. Friedrich Ludwig; 8 мая 1872, Потсдам — 3 октября 1930, Гёттинген) — немецкий музыковед

, один из крупнейших медиевистов своего времени. Наиболее известен как исследователь и издатель памятников европейского многоголосия XII—XIII веков (см. Ars antiqua) и XIV века (Ars nova). Ввёл в науку понятия квадратной нотации и изоритмии.

## Очерк биографии
В Страсбургском университете изучал общую историю, а также историю музыки (класс Густава Якобсталя). Там же в 1896 защитил докторскую диссертацию Untersuchungen über die Reise- und Marschgeschwindigkeit im 12. und 13. Jh (научный руководитель Гарри Бресслау). Становлению творческих и научных взглядов Людвига способствовала дружба с Альбертом Швейцером и Гансом Пфицнером. В 1905-20 преподавал в Страсбургском университете (с 1910 профессор истории музыки). После того как Страсбург перешёл под юрисдикцию французов, переехал в Гёттинген, где в 1920-30 преподавал на профессорской должности в Гёттингенском университете (в 1929-30 ректор этого университета). Среди учеников Людвига — Генрих Бесселер, Фридрих Геннрих, Игини Англес, Генрих Гусман, Йозеф Мюллер-Блаттау.

## Сочинения
- Die mehrstimmige Musik des 14. Jahrhunderts // Sammelbände der Internationalen Musikgesellschaft. Bd. 4, 1902/03, S. 16–69.
- Die 50 Beispiele Coussemaker’s aus der Handschrift von Montpellier // Sammelbände der Internationalen Musikgesellschaft. Bd. 5. 1903/04, S. 177–244
- Die mehrstimmige Musik der ältesten Epoche im Dienste der Liturgie. Ein mehrstimmiges Sankt-Jakobs-Offizium des 12. Jahrhunderts // Kirchenmusikalisches Jahrbuch. Bd. 19, 1905, S. 1–16
- Über die Entstehung und die erste Entwicklung der lateinischen und französischen Motette in musikalischer Beziehung // Sammelbände der Internationalen Musikgesellschaft. Bd. 7, 1905/06, S. 514–528
- Die Aufgaben der Forschung auf dem Gebiete der mittelalterlichen Musikgeschichte. Straßburg, 1906
- Die liturgischen Organa Leonins und Perotins // Festschrift für Hugo Riemann. Leipzig, 1909, S. 200–213
- Perotinus Magnus // Archiv für Musikwissenschaft 3 (1921), S. 361–370
- Die Quellen der Motetten ältesten Stils // Archiv für Musikwissenschaft 5 (1923), S. 185–222, S. 273–315; Archiv für Musikwissenschaft  6 (1924) S. 245.
- Die geistliche nichtliturgische, weltliche einstimmige und die mehrstimmige Musik des Mittelalters bis zum Anfang des 15. Jahrhunderts // Handbuch der Musikgeschichte. München, 1924/1930, S. 157–195.
- Die mehrstimmige Messe des 14. Jahrhunderts // Archiv für Musikwissenschaft 7 (1925), S. 417–435;  Archiv für Musikwissenschaft 8 (1926), S. 130 ff.
- Die Erforschung der Musik des Mittelalters // Mitteilungen des Universitätsbundes Göttingen. Bd. 12 (1930), S. 1–30.

## Издания, каталоги и т.д.
- Repertorium organorum recentioris et motetorum vetustissimi stili. Catalogue raisonné der Quellen

Theil 1. Handschriften in Quadrat-Notation. Halle, 1910; repr. with preface by L. Dittmer in Musicological Studies 7 (1964).
Theil 2. Handschriften in Mensural-Notation, hrsg. v. F. Gennrich, SMM, vii (1961); ed. M. and S. Lütolf, and L. Dittmer, Musicological Studies 36 (1978).
- Guillaume de Machaut. Musikalishe Werke, Bde. I-IV. Leipzig, 1926-1954 (четвёртый том издал Г. Бесселер).